# Old Friends (film)
Old Friends è un film per la televisione del 1984 diretto da Michael Lessac.
È una commedia romantica statunitense con Christopher Lloyd, Jennifer Salt e John Randolph. Rappresenta originariamente un film pilota per una serie televisiva poi non prodotta.

## Trama
Jerry Forbes è un avvocato di successo newyorchese che lascia il suo lavoro e fa ritorno, insieme al figlio quindicenne Mark, a Columbus, la sua città natale in Ohio, dopo 19 anni. Qui vivono ancora il padre Phil, proprietario di una farmacia, e la sua vecchia fiamma giovanile, la disc jockey Laura King, che ha sposato Charlie, vecchio amico di Jerry poi diventato coach della scuola.

## Produzione
Il film, diretto da Michael Lessac su una sceneggiatura di Elliot Shoenman, fu prodotto da Tom Cherones.

## Distribuzione
Il film fu trasmesso negli Stati Uniti il 12 luglio 1984  sulla rete televisiva ABC.